# Xavier Giménez Ortí
Xavier Giménez Ortí (Valencia, España, 9 de enero de 1987) es un exfutbolista y entrenador de fútbol español. Como futbolista jugaba en la posición de centrocampista. Actualmente dirige al Torrent C. F., de la Segunda Federación.

## Trayectoria como futbolista
Tuvo una carrera prolífica como futbolista desempeñándose principalmente como mediocampista organizador. Debutó en 2006 con la U.D. Almansa en la Tercera División de España y jugó en varios equipos de categorías inferiores del fútbol español a lo largo de su trayectoria como el C. D. Monte-Sión y las canteras del Valencia C. F. y Levante U. D..
A lo largo de su carrera, pasó por clubes como Torre Levante C.F., U.D. Alginet, Burjassot C.F., Catarroja C.F., Ribarroja C.F., Juventud Barrio del Cristo, S. C. Requena, C. D. Onda y finalmente el Torrent C. F., donde se retiró en 2017.
Su campaña en el Burjassot C. F. le valió una nominación a mejor centrocampista en los Premios Golsmedia 2013. Además, disputó varias promociones a Tercera División de España.

### Estilo de juego
Se desempeñó como mediocampista y era conocido por su visión de juego y capacidad para distribuir el balón con precisión. Su estilo de juego se caracterizaba por un enfoque táctico sólido, con una preferencia por el esquema 4-2-3-1, lo que indica que tenía una buena lectura del juego y sabía cómo posicionarse para generar oportunidades ofensivas.
Además, destacaba por su resistencia y compromiso en el campo, lo que le permitía ser un jugador clave en la recuperación del balón y en la transición entre defensa y ataque. Su experiencia en diversas categorías del fútbol español le ayudó a desarrollar una versatilidad que le permitió adaptarse a distintos estilos de juego a lo largo de su carrera.

## Trayectoria como entrenador
Comenzó su carrera como entrenador en 2018, cuando se unió al Paiporta C.F. como segundo entrenador. En 2019, asumió el rol de primer entrenador del mismo equipo, donde permaneció hasta 2021. Luego, dirigió al S. C. Requena durante la temporada 2021-2022.
En 2022, se incorporó al Torrent C. F. como segundo entrenador, acompañando al equipo en la Tercera Federación. En 2024, fue promovido a primer entrenador, debutando como primer entrenador en la Segunda Federación y consiguiendo una plaza en la Promoción de ascenso a Primera Federación, gracias a una racha inmejorable.

### Estilo de juego
Se caracteriza por un enfoque táctico disciplinado y una filosofía de juego basada en la posesión y la presión alta. Su formación preferida es el 4-2-3-1, lo que refleja su énfasis en el equilibrio entre defensa y ataque. Además, fomenta la intensidad en los entrenamientos, buscando que sus jugadores mantengan un ritmo competitivo en cada sesión.
En el Torrent C. F., ha implementado estrategias de recuperación rápida del balón y transiciones ofensivas veloces, similitud que comparte con Vicente Mir. También se enfoca en el desarrollo individual de los jugadores, promoviendo la mejora técnica y táctica de cada integrante del equipo.

## Estadísticas

### Entrenador
| Paiporta C. F · España | Pref.               | 2019-2020           | 26 | 13 | 4  | 9  | 6.º | - | - | - | - | - | - | - | - | - | -     | 26  | 13 | 4  | 9  | 55.13% | 42  | 23  | +19 |
| Paiporta C. F · España | Pref.               | 2020-2021           | 26 | 8  | 13 | 5  | 5.º | - | - | - | - | - | - | - | - | - | -     | 26  | 8  | 13 | 5  | 47.44% | 39  | 27  | +12 |
| Paiporta C. F · España | Total               | Total               | 52 | 21 | 17 | 14 | -   | - | - | - | - | - | - | - | - | - | -     | 52  | 21 | 17 | 14 | 51.28% | 81  | 50  | +31 |
| S. C. Requena · España | Pref.               | 2021-2022           | 30 | 12 | 8  | 10 | 5.º | - | - | - | - | - | - | - | - | - | -     | 30  | 12 | 8  | 10 | 48.89% | 39  | 31  | +8  |
| Torrent C. F. · España | 2º Fed.             | 2024-2025           | 17 | 10 | 4  | 3  | 5.º | - | - | - | - | - | 4 | 2 | 1 | 1 | Final | 21  | 12 | 5  | 4  | 65.08% | 30  | 19  | +11 |
| Total en su carrera    | Total en su carrera | Total en su carrera | 99 | 43 | 29 | 27 | -   | - | - | - | - | - | 4 | 2 | 1 | 1 | -     | 103 | 45 | 30 | 28 | 59.22% | 150 | 100 | +50 |
| 1. 2.                  |                     |                     |    |    |    |    |     |   |   |   |   |   |   |   |   |   |       |     |    |    |    |        |     |     |     |

1. ↑  «El Onda se hace con Xavi Giménez». Golsmedia. 13 de agosto de 2015.
2. ↑  «Ficha de Xavi Giménez Ortí». Transfermarkt. 22 de mayo de 2025.
3. ↑  «"La guinda del play-off de ascenso es algo histórico para el Torrent y la ciudad"». Superdeporte. 09/05/2025.
4. ↑  «Xavi Giménez, nuevo entrenador del Torrent CF». Torrent al dia. 24 de diciembre de 2024.
5. ↑  «El Torrent CF un equipo único este 2025 en el fútbol nacional y bate un récord propio». Golsmedia. 10/02/2025.
6. ↑  «Xavi Giménez: «El punto es bueno, seguimos sumando y con buenas sensaciones»». Golsmedia. 17 de febrero de 2025.
7. ↑  «ENTREVISTA | Xavi Giménez, entrenador Torrent CF». YouTube. 14 de marzo de 2025.